# Ida Kristin
Ida Kristin, egentligen Ida Kristin Johansson, född 7 augusti 1975 i São Paulo, Brasilien, är en svensk singer-songwriter. 
Ida Kristin föddes i São Paulo i Brasilien. Hennes svenska föräldrar flyttade hem till Sverige när hon var två år och bosatte sig i Bjärred, där hon växte upp. 
Finalist i International Songwriting Competition 2006.
Debuterade 2001 med albumet "Stumble" vars titelspår senare fanns med i filmen "Cappriciosa". Turnerade under 2001 som förband till Ryan Adams under hans spelningar i Sverige.

## Diskografi
- Comoção - album (2006)
- Girl Down Under - promotionsingel
- Cry On - promotionsingel
- Stumble - album
- Stumble - promotionsingel
- Addicted To Me - promotionsingel

### Fotnoter
1. ↑   Sveriges befolkning 1990. Ramsele: Svensk arkivinformation (SVAR), Riksarkivet. 2011. Libris 12076919. ISBN 9789188366917
2. ↑  Karoline Eriksson (17 februari 2006). ”Ida Kristin: finalist”. Svenska Dagbladet. http://www.svd.se/kultur/ida-kristin-finalist_277975.svd. Läst 27 november 2013.